# Contea di Larimer
La contea di Larimer, in inglese Larimer County, è una contea dello Stato del Colorado, negli Stati Uniti. La popolazione al censimento del 2000 era di 251 494 abitanti. Il capoluogo di contea è Fort Collins. 

## Geografia
La contea si trova nel nord dello Stato, al confine con lo Stato del Wyoming. La contea si trova nell'estremo settentrionale del Front Range, al margine delle pianure orientali del Colorado. Il territorio è diversificato, in quanto include pianure e aree agricole, ma anche foreste e montagne. Parte del territorio rientra nel parco nazionale delle Montagne Rocciose e più del 50% della contea è di proprietà pubblica.
La città di Fort Collins è sede della Colorado State University.

### Contee confinanti
- Contea di Laramie (Wyoming) - nord-est
- Contea di Weld - est
- Contea di Boulder - sud
- Contea di Grand - sud-ovest
- Contea di Jackson - ovest
- Contea di Albany (Wyoming) - nord-ovest

## Storia
La contea fu fondata nel 1861 ed è una delle contee originarie del Territorio del Colorado. Fu chiamata così in onore di William Larimer Jr., pioniere e fondatore di Denver.

## Comuni[2]

### Cities
- Fort Collins (capoluogo)
- Loveland

### Towns
Condivide con la vicina contea di Weld il territorio della città di .
- Berthoud (parzialmente nella contea di Weld)
- Estes Park
- Johnstown (parzialmente nella contea di Weld)
- Timnath
- Wellington
- Windsor (parzialmente nella contea di Weld)